# Ачкасово (Краснодарский край)
Ачкасово — посёлок железнодорожного разъезда в Тихорецком районе Краснодарского края России.
Входит в состав Парковского сельского поселения.

## География
Посёлок железнодорожного разъезда расположен на двухпутной магистрали Сальск — Тихорецкая, электрифицированной переменным током 27,5кВ. Через разъезд проходят грузовые поезда в направлениях Сальск — Тихорецкая и обратно.

## Население
| 2002 | 2010 |
| ---- | ---- |
| 53   | ↘48  |

## Инфраструктура
Железнодорожная станция Северо-Кавказской железной дороги.